# Beni Buzra
Beni Buzra (en árabe: بني بوزرة‎, en francés: Bni Bouzra) es un municipio marroquí en la región de Tánger-Tetuán-Alhucemas. Desde 1912 hasta 1956 perteneció a la zona norte del Protectorado español de Marruecos.